# Sprimont
Sprimont é um município da Bélgica localizado no distrito de Liège, província de Liège, região da Valônia.

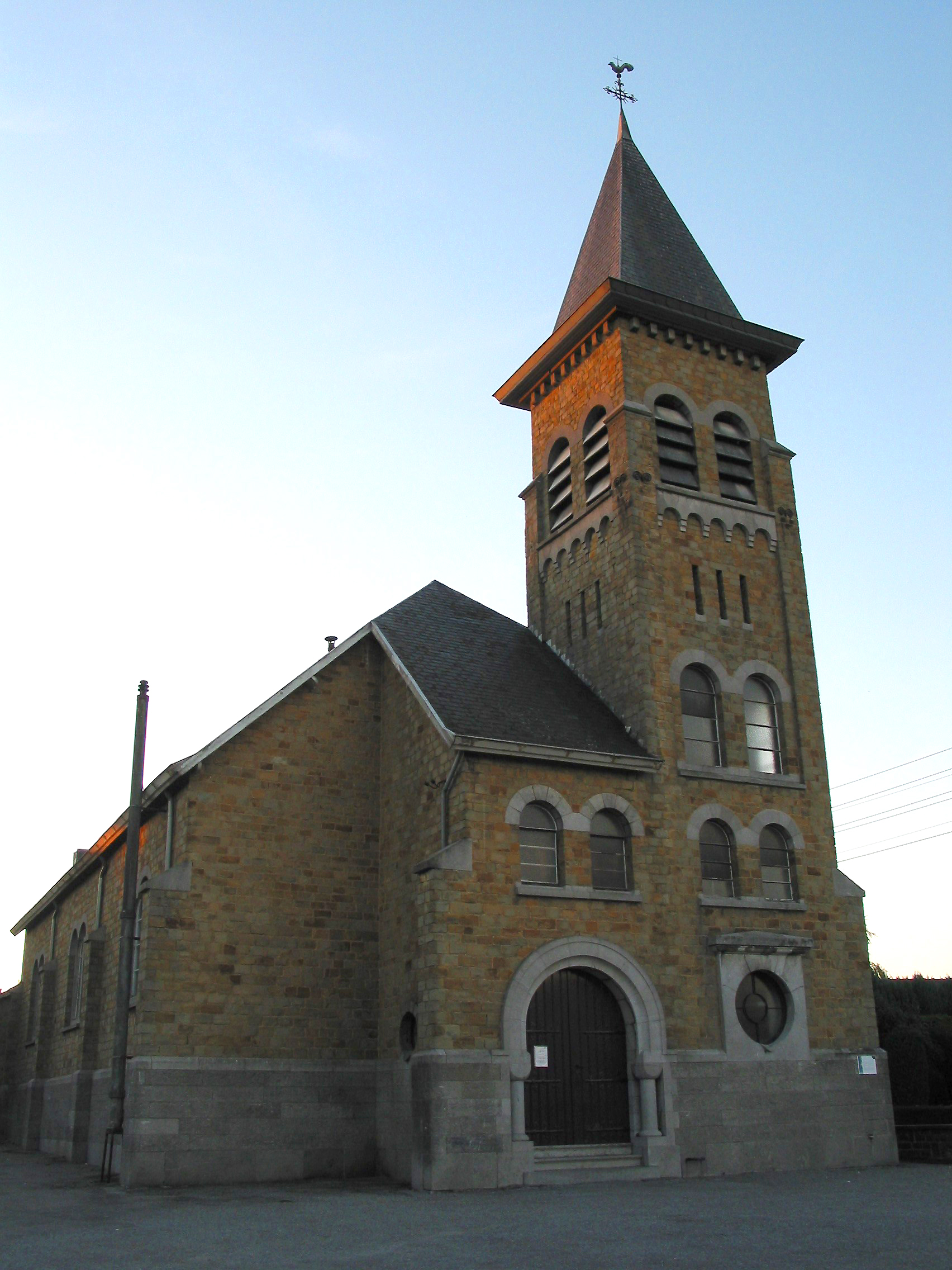
Igreja St. Martin